# Miles Olman
Miles Olman (* 23. Februar 1986 in Rockhampton) ist ein ehemaliger australischer Bahn- und Straßenradrennfahrer.

## Sportliche Laufbahn
Miles Olman wurde 2003 in Moskau Juniorenweltmeister im Punktefahren auf der Bahn. Bei den Junioren-Weltmeisterschaften im Jahr darauf in Los Angeles wurde er Erster in der Mannschaftsverfolgung sowie im Zweier-Mannschaftsfahren und gewann im Punktefahren die Silbermedaille. Im Punktefahren wurde er auch australischer Juniorenmeister. 2006 wurde Olman nationaler Meister in der Elite-Klasse im Punktefahren und im Zweier-Mannschaftsfahren (mit Simon Clarke). In der Saison 2007 gewann er mit Leigh Howard den UIV Cup in Amsterdam und in Dortmund.
Auf der Straße entschied Olman 2003 eine Etappe der Tour of Queensland für sich. Ab 2006 fuhr er für das australische Continental Team Southaustralia.com-AIS, wo er in seinem ersten Jahr eine Etappe bei der Tour of Gippsland gewann und Zweiter der Gesamtwertung wurde. In der Saison 2007 wurde er Dritter bei der nationalen Zeitfahrmeisterschaft in der U23-Klasse und gewann ein Teilstück bei der Tour of the Murray River. 2008 und 2009 fuhr Olman für das Radsportteam Drapac Porsche, dann beendete er seine Radsportlaufbahn.

## Erfolge

### Bahn
2003
- Junioren-Weltmeister – Punktefahren

2004
- Junioren-Weltmeister – Mannschaftsverfolgung (mit Simon Clarke, Michael Ford und Matthew Goss)
- Junioren-Weltmeister – Zweier-Mannschaftsfahren (mit Matthew Goss)
- Junioren-Weltmeisterschaft – Punktefahren
- Australischer Junioren-Meister – Punktefahren

2006
- Australischer Meister – Punktefahren
- Australischer Meister – Zweier-Mannschaftsfahren (mit Simon Clarke)

### Straße
2003
- eine Etappe Tour of Queensland

## Teams
- 2006 Southaustralia.com-AIS
- 2007 Southaustralia.com-AIS
- 2008 Drapac-Porsche Development Program
- 2009 Drapac Porsche Cycling (bis 31. August)